# Trichodinidae
Famille
Les Trichodinidae sont une famille de Ciliés de la classe des Oligohymenophorea et de l'ordre des Peritrichida.

## Étymologie
Le nom de la famille vient du genre type Trichodina, composé du préfixe tricho-, « velu, chevelu, poilu », et du suffixe -din (du grec δίνη / dini, « tourbillon, vortex, spire », littéralement « spire poilue ».

## Description
Les Trichodinidae ont un petite taille (< 80 µm). Ils ont la forme de cylindre, de tonneau ou de gobelet ; sont parfois légèrement effilés au sommet ou aplatis et de forme discoïde ou hémisphérique. Ils ont un disque adhésif avec environ 15 à 60 denticules de forme complexe, composé d’une partie centrale avec ou sans épine interne, et un limbe externe aplati, le centre et le limbe étant souvent reliés entre eux par des crochets et/ou des pointes, entourant une scopule non ciliée. La ciliature buccale, bien visible, est constituée d'une spirale allant d'un unique demi-tour d’environ 180° à deux ou trois cercles presque complets, toujours de grand rayon, égal à celui du disque adhésif aboral. Leur macronoyau est en forme de saucisse, ou de fer à cheval. Micronoyau et vacuole contractile sont présents. Le cytoprocte n’a pas été observé.

## Galerie

Divers Trichodinidae
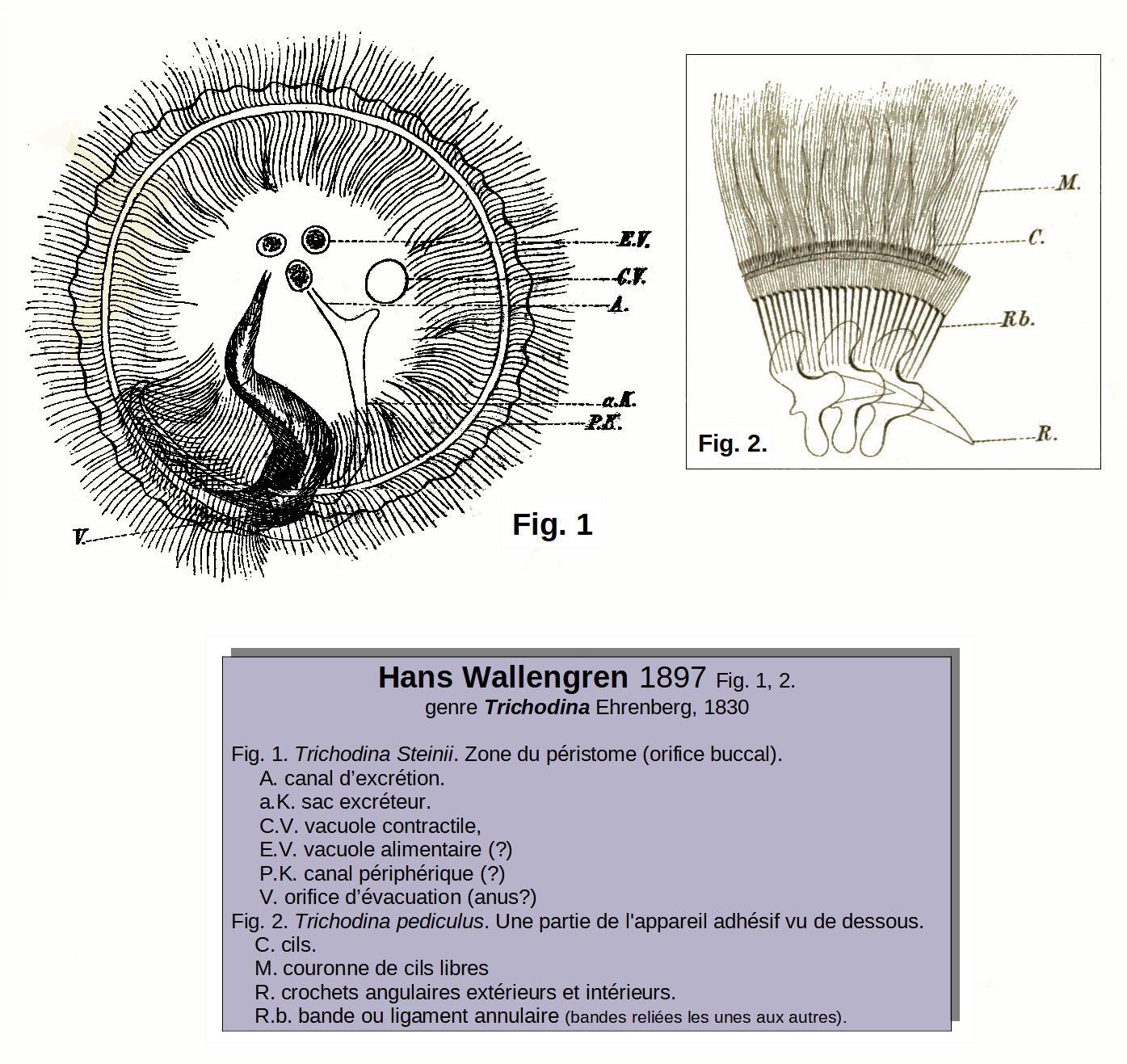
Schémas de Trichodina steinii et Tr. pediculus
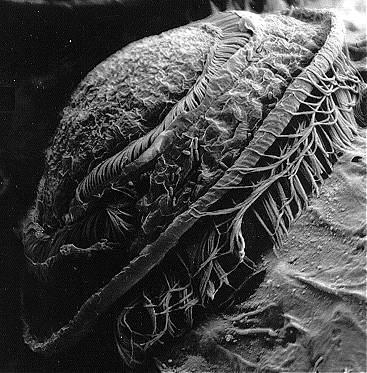
Micrographie électronique à balayage d'un cilié trichodinidé attaché aux branchies d'un mulet australien (Mugil cephalus)

## Habitat
Les Trichodinidae vivent dans les habitats marins et d'eau douce. Ils sont largement répandus sur une grande diversité d'hôtes, tels que d'autres ciliés et les téguments de divers invertébrés aquatiques ; on les trouve également à la surface de la peau, de la vessie, et surtout des branchies des poissons et de quelques amphibiens, et même dans la cavité du manteau de mollusques gastéropodes terrestres.

## Liste des genres
Selon GBIF (19 janvier 2024) :
- Acyclochaeta Zick, 1928
- Cyclochaeta
- Hemitrichodina Basson & van As, 1989
- Heterobladetrichodina Hu, 2011
- Leiotrocha Fabre-Domergue, 1888
- Pallitrichodina van As & Basson, 1993
- Paratrichodina Lom, 1963
- Safrodina
- Trichodina (en) Ehrenberg, 1830 genre type
  - Genres synonymes : Acyclochaeta, Anhymenia, Cyclochaeta, Cyclocyrrha, Nummulella, Paravauchomia, Poljanskina, Torquatina.
  - Espèce type : Trichodina pediculus (Müller, 1773) Ehrenberg, 1830
- Trichodoxa Sirgel, 1983
- Vauchomia Müller, 1938

Selon Lynn (2010) :
- Dipartiella (en) G. Stein, 1961
- Hemitrichodina Basson & Van As, 1989
- Pallitrichodina Van As & Basson in Aescht, 2001
- Paratrichodina Lom, 1963
- Semitrichodina Kazubski, 1958
- Teretrichodina Jankowksi, 1980
- Trichodina Ehrenbeg, 1830
- Trichodinella Šrámek-Hušek, 1953
- Trichodoxa Sirgel, 1983
- Tripartiella Raabe, 1963
- Vauchomia Mueller, 1938

## Systématique
Le nom valide de ce taxon est Trichodinidae Claus, 1874.